# 球対称
初等幾何学における幾何学的対象が球対称（きゅうたいしょう、英: radial symmetric; 放射対称）あるいは回転不変（かいてんふへん、英: rotational invariant）であるとは、その対象が「任意の」回転変換（すなわち、対象の中心を通る任意の軸に対する任意角度の回転）に対して不変となることをいう。従って、球対称な対象を記述するための基準系は（方向成分は関係してこないため）原点の取り方のみが重要である。三次元空間内の回転に関する場合のみを「球対称」(spherical symmetry) と呼ぶ場合もある。三次元空間内の立体で球対称なものは球体に限る（中身が詰まっていないものも許すならば、同心球面の合併も入る）。
数学において適当な内積空間上で定義された函数が回転不変あるいは球対称（radial; 動径的）であるとは、その値が引数に対する任意の回転に関して不変となることを言う。例えば、函数 f(x, y) = x2 + y2 は原点周りの平面回転の下で不変である。より一般に、空間 X 上の変換あるいはそのような写像の成す写像空間上に作用する作用素に対しても、X における回転と両立する作用に関する意味で球対称性は定義できる。例えば二次元のラプラス作用素 Δf = ∂xxf + ∂yyf は、任意の回転変換 r に対して g(p) = f(r(p)) となる任意の写像 g に対して (Δg)(p) = (Δf)(r(p)) を満たす（つまり写像に対する回転は単にそのラプラシアンに対する回転になる）という意味において球対称である。
物理学における場が球対称であるとき、放射状場 (radial field) などと呼ばれる。また物理的な系がその空間における向きに依らず同じ値を示すとき、そのラグランジアンは球対称になる。ネーターの定理によれば、物理的な系の（ラグランジアンに対する時間に関する積分の）作用は回転不変であり、従って角運動量は保存される。